# Michael Bolton's Big, Sexy Valentine's Day Special
Michael Bolton's Big, Sexy Valentine's Day Special é um filme de comédia estadunidense de 2017 distribuído como especial da Netflix. Lançado em 7 de fevereiro, é protagonizado pelo cantor Michael Bolton.

## Elenco
- Michael Bolton - ele mesmo
- Sarah Shahi - Carmela
- Adam Scott - ele mesmo
- Matthew Kimbrough - Ebenezer Scrooge
- Jimmy Graham - Papai Noel
- Grey Griffin - Publicitário
- Brooke Shields - ela mesma
- Janeane Garofalo - ela mesma
- Louie Anderson - ele mesmo
- Sinbad - ele mesmo
- Andy Richter - ele mesmo
- Bob Saget - ele mesmo
- Sarah Silverman - Misty
- Randall Park - Blair
- Andy Samberg - Kenny G
- Kenny G - Faxineiro
- Fred Armisen - Peter Salanz
- Colton Dunn
- Jorma Taccone - Punk Rocker
- Michael Sheen - Carl Flossy
- Akiva Schaffer - Alan
- Chris Parnell - Dr. Vince Harbert
- Mircea Monroe - Mulher Virtual
- Sal Stowers - Farmacêutico Virtual
- Maya Rudolph - ela mesma